# Euphaedra (Xypetana) xypete
Euphaedra (Xypetana) xypete es una especie de  mariposa, de la familia Nymphalidae,  subfamilia Limenitidinae, tribu Adoliadini, pertenece al género Euphaedra, subgénero (Xypetana).

## Localización
Esta especie de Lepidoptera, se encuentran distribuidas en Camerún, República Centroafricana, Sierra Leona, Nigeria y Angola (África). 